# Johann Friedrich Doles
Johann Friedrich Doles (Steinbach-Hallenberg, 23 d'abril de 1715 – Leipzig, 8 de febrer de 1797) fou un compositor alemany.
A Leipzig estudià teologia i després música, sota la direcció de Bach. El 1744 fou cantor a Freiberg, i el 1756 en la Thomasschule i mestre de capella d'ambdues esglésies de Leipzig, on entre d'altres alumnes tingué a Heinrich A G Tuch. De les seves composicions, no se'n imprimiren només alguns motets, corals i cants, restant manuscrites les altres, entre les quals hi ha misses, passions i salms, etc.
És digna de mencionar-se una Kantate über Gellerts Lied, Ich komme vor dein Angesicht (1790), en el pròleg de Doler, contra l'opinió del seu il·lustre mestre, es confessa enemic de l'estil fugat en la música religiosa.
A més, se li deu:
- Anfangsgründe zum Singen;
- Melodien zu Gellerts geistlichen Oden (1762);
- Singbare und leichte Choralvorspiele für Lehrer und Organisten, en quatre sèries.